# Guardia Civil

Emblem der Guardia Civil mit Krone, Schwert und Fascis

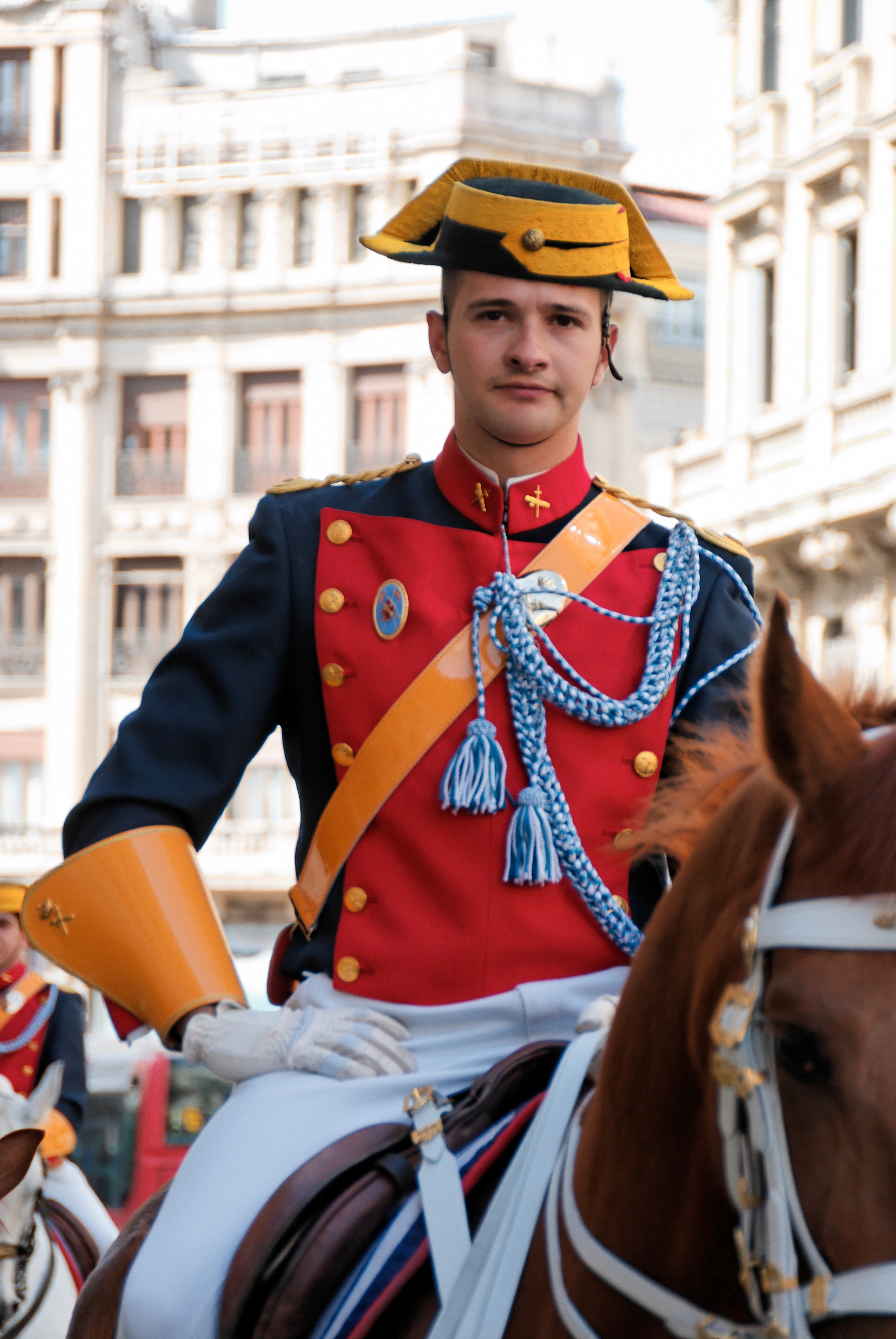
Angehöriger der Guardia Civil in Paradeuniform

Die Guardia Civil (deutsch Bürgergarde) ist die nationale Gendarmerie Spaniens, mit mehr als 80.000 Angehörigen mit Sitz in Madrid. Sie nimmt sowohl militärische als auch zivile Funktionen wahr. Aufgrund ihrer doppelten Rolle untersteht die Guardia Civil sowohl der Befehlsgewalt des Ministeriums des Inneren (Ministerio del Interior) als auch des Verteidigungsministeriums (Ministerio de Defensa).
Am ehesten kann man die Guardia Civil mit der französischen Gendarmerie und den italienischen Carabinieri vergleichen. Andere Polizeien in Spanien sind das Cuerpo Nacional de Policía, Policía Local bzw. Guardia Urbana sowie eine eigene Polizei in den autonomen Regionen Katalonien (Mossos d’Esquadra), Navarra (Policía Foral) und Baskenland (Ertzaintza). Der Wahlspruch der Guardia Civil ist El honor es mi divisa („Todo por la patroa“ „Alles für das Vaterland“).

## Geschichte

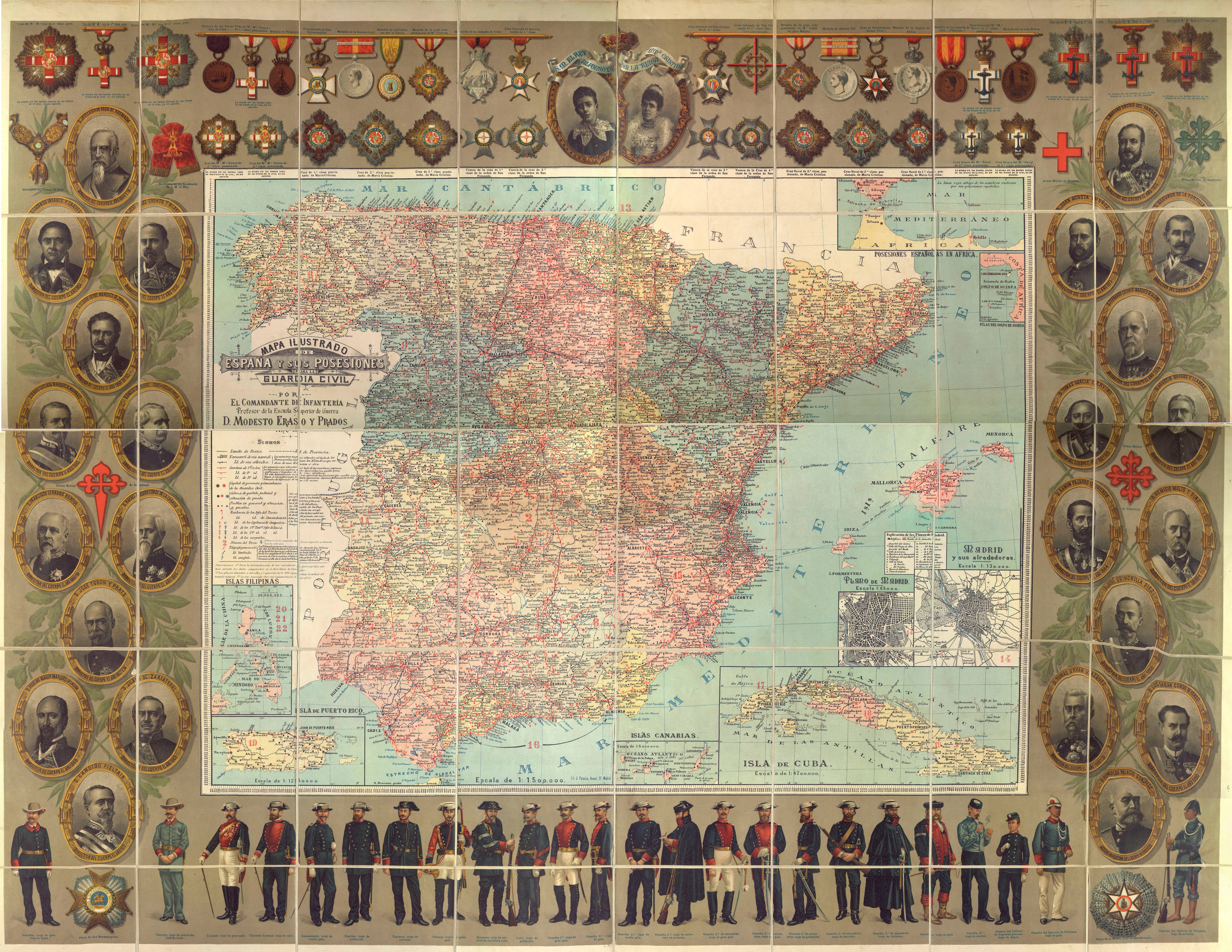
Mapa ilustrado del Reino de España y sus posesiones para la Guardia Civil

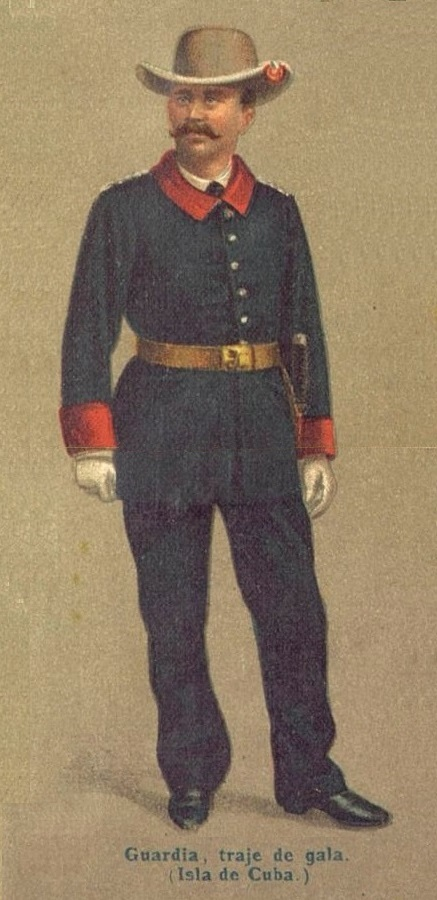
Guardia Civil 01a

Die Guardia Civil wurde im Jahr 1844 während der Herrschaft der Königin Isabella II. von Javier Girón, dem 2. Herzog von Ahumada und damaligen Militär-Generalinspekteur, in Ronda aufgestellt.
Nach der Gründung der GC im Mutterland wurden auch in den Generalkapitanaten Kuba, Puerto Rico und Philippinen Guardias Civiles als Kolonialpolizeien aufgestellt. Die Guardia Civil de Filipinas setzte sich im Gegensatz zu den beiden anderen Garden hauptsächlich aus Indigenen, in diesem Fall Tagalog, zusammen. Alle drei Garden wurden nach dem Verlust der drei Kolonien im Spanisch-Amerikanischen Krieg 1898 aufgelöst.
Ein kleiner Teil der Guardia Civil beteiligte sich 1981 am Putschversuch von Antonio Tejero, dem „23 F“. Am 6. Februar 2014 ereignete sich der Vorfall am Strand von Tarajal in Ceuta, bei dem mindestens 15 Migranten beim Versuch, die Grenze von Marokko aus zu überqueren, ertranken. Dieser Vorfall war Gegenstand von Untersuchungen und Kontroversen. Menschenrechtsorganisationen beklagten laut der spanischen Kommission für Flüchtlingshilfe (CEAR) mangelnde Ermittlungen und mangelnden Rechtsschutz.

## Auftrag
Formal hat die Guardia Civil heute die Wahrung der Demokratie und der verfassungsmäßigen Ordnung sicherzustellen. Neben ihrer militärpolizeilichen Funktion hat sie folgende Aufgaben:
- Autobahnpolizeiliche Aufgaben
- Drogenbekämpfung

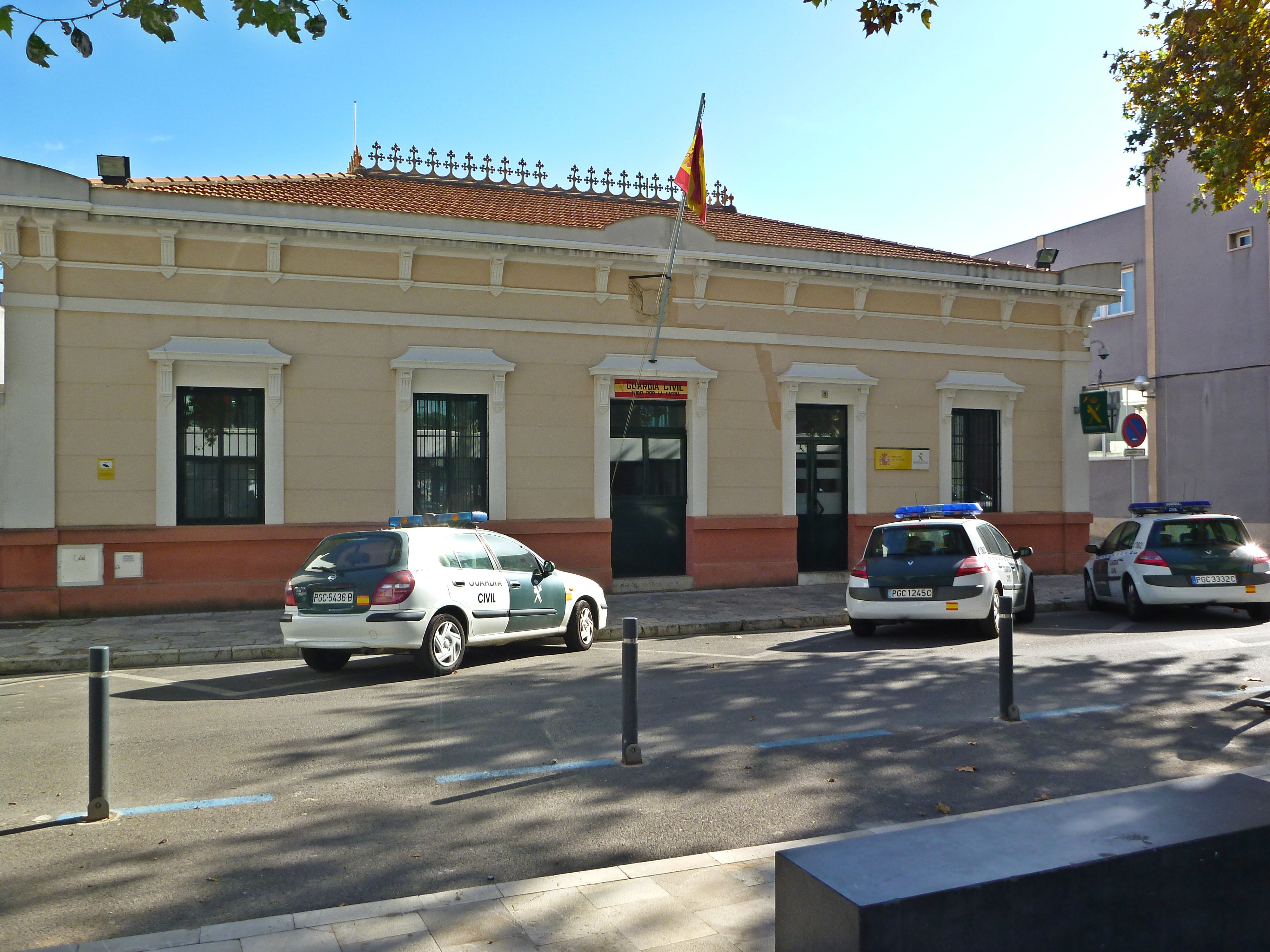
Wache der Guardia Civil im Hafen von Palma

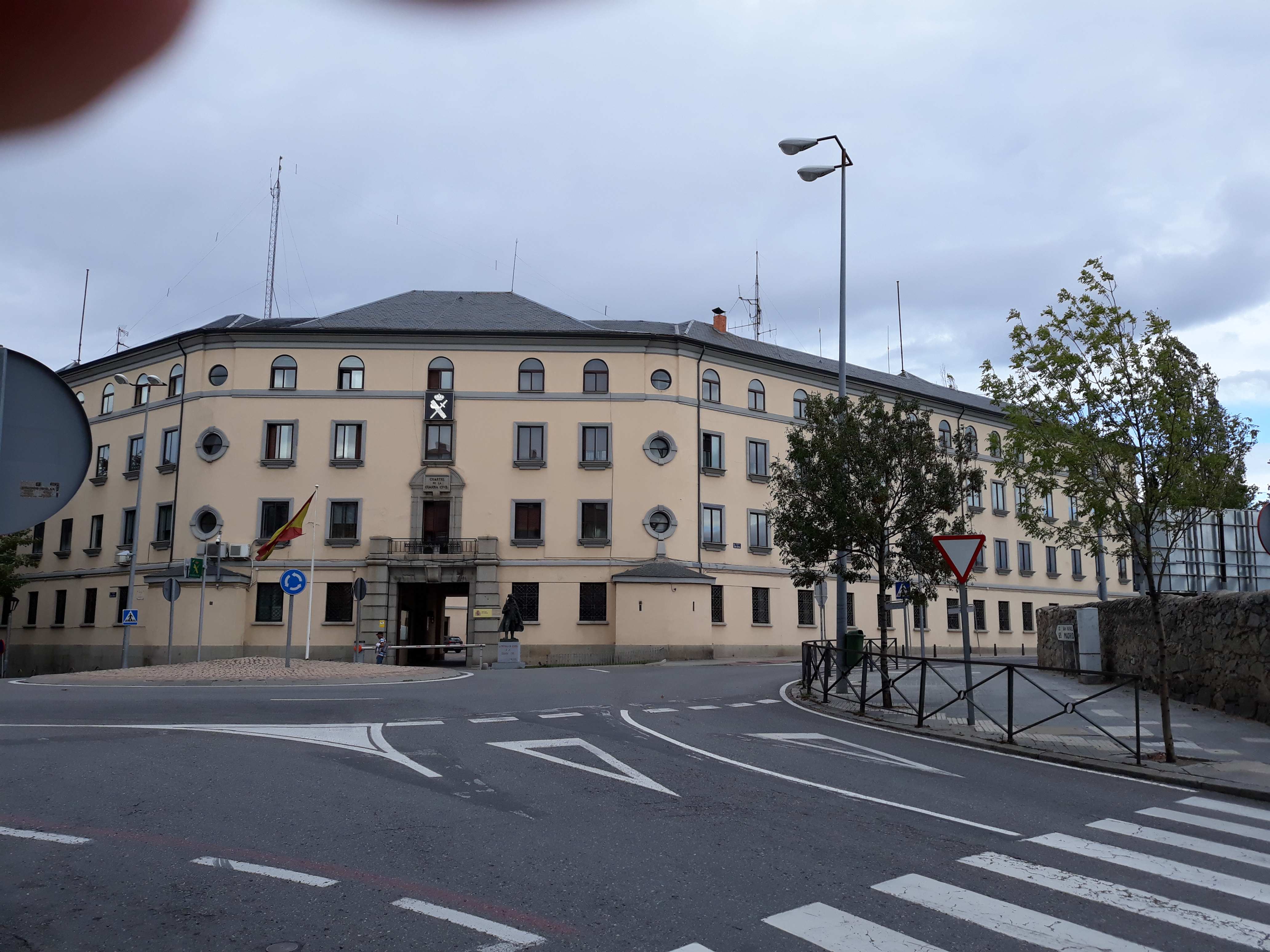
Kaserne der Guardia Civil in Segovia.

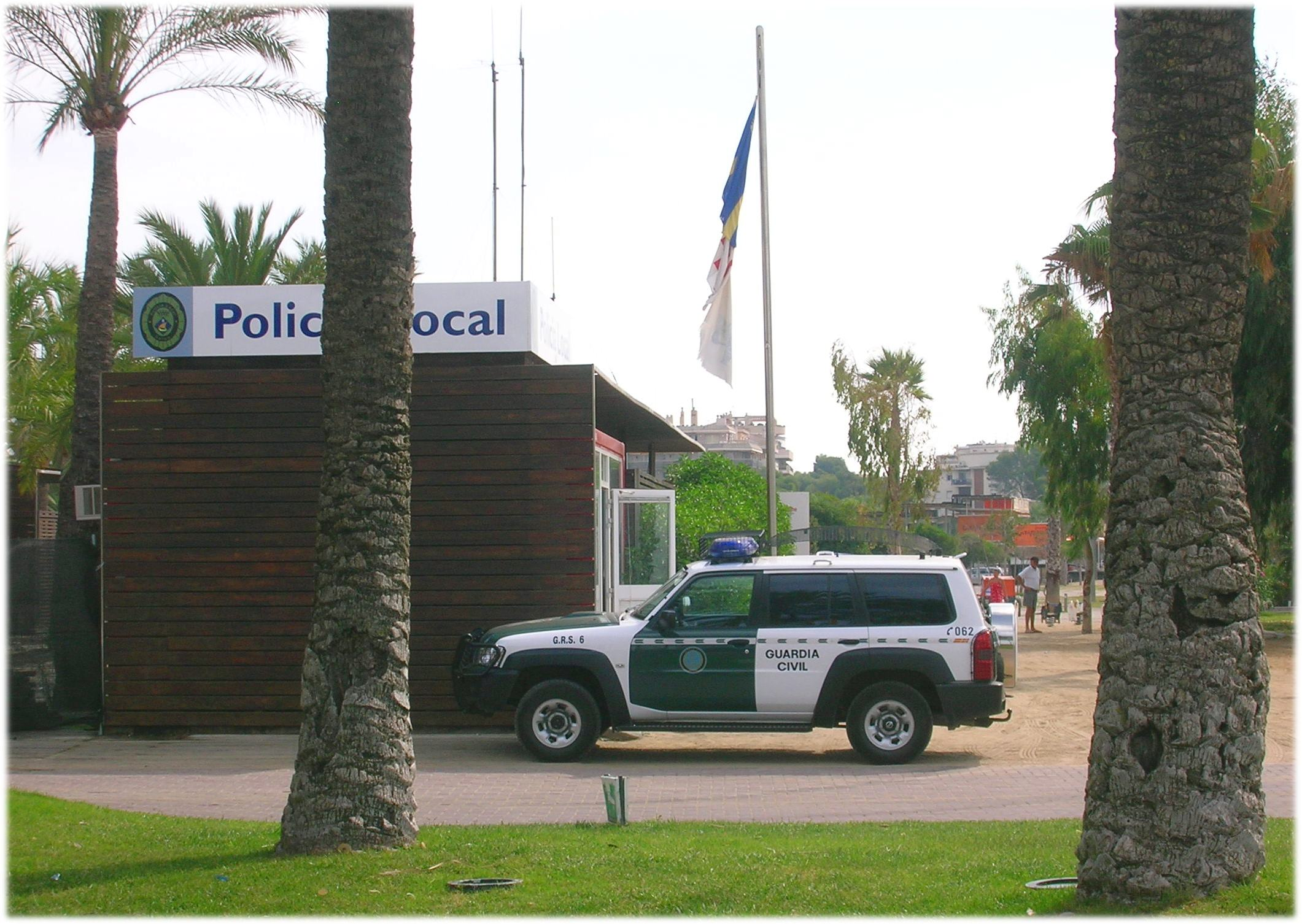
Einsatzwagen der Guardia Civil

- Grenzschutz und Zollfunktionen sowie Küstenwache
- Sicherung von Haftanstalten
- Kontrolle von Waffenhandel und -scheinen
- Bombenentschärfung
- Polizeipräsenz und Kontrolle von Orten mit weniger als 10.000 Einwohnern und ländlichen Gegenden, wo es keine Policía Local gibt
- Terrorismusbekämpfung
- Verdeckte Ermittlungen
- Spionageabwehr
- Sicherung von diplomatischen Einrichtungen im Ausland
- Cyber- und Internetkriminalitätsbekämpfung
- Durchsetzung von Umweltschutzbestimmungen und Verfolgung entsprechender Verstöße

## Organisation
Spezial- und Untereinheiten

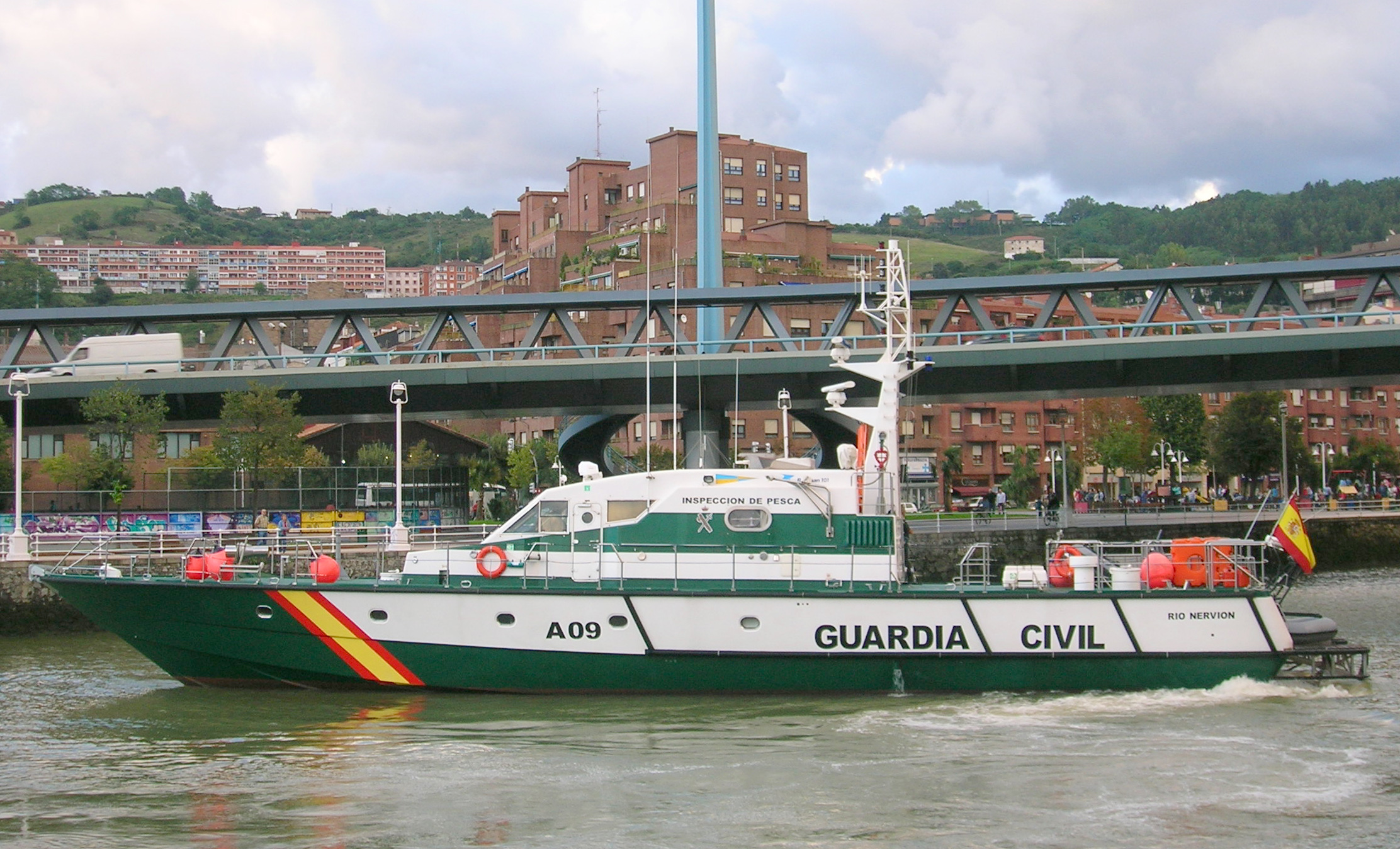
Das Schiff Río Nervión der Guardia Civil del Mar

Verschiedene Spezialeinheiten gehören zur Guardia Civil:
- UCO (Unidad Central Operativa) – Einheit gegen die organisierte Kriminalität, Wirtschaftskriminalität, Geldwäsche, Korruption, Cyberkriminalität u. a.
- UEI (Unidad Especial de Intervención) – Eingreifgruppe
- TEDAX (Técnicos Especialistas en Desactivación de Artefactos Explosivos) – Bomben-Entschärfungskommando
- GAR (Grupo de Acción Rural) – Anti-Terror-Einheit
- SEMAR (Grupo Servicio Marítimo) – Küstenwache
- SEPRONA (Servicio de Protección de la Naturaleza) – Einheit zum Schutz der Natur
- GEAS (Grupo Especial Actividades Subacuáticas) – Spezialeinheit für Aufgaben unter dem Meeresspiegel
- Tráfico – Kontrolle der Schnellstraßen und Autobahnen
- Montaña – Bergwacht
- Servicio Aéreo – Überwachung aus der Luft
- Servicio Cinecológico – Hundestaffel zur Lokalisation von Drogen, Bomben und Personen
- GRS (Grupo Rural de Seguridad) – Anti-Aufruhr-Einheit

## Beamte

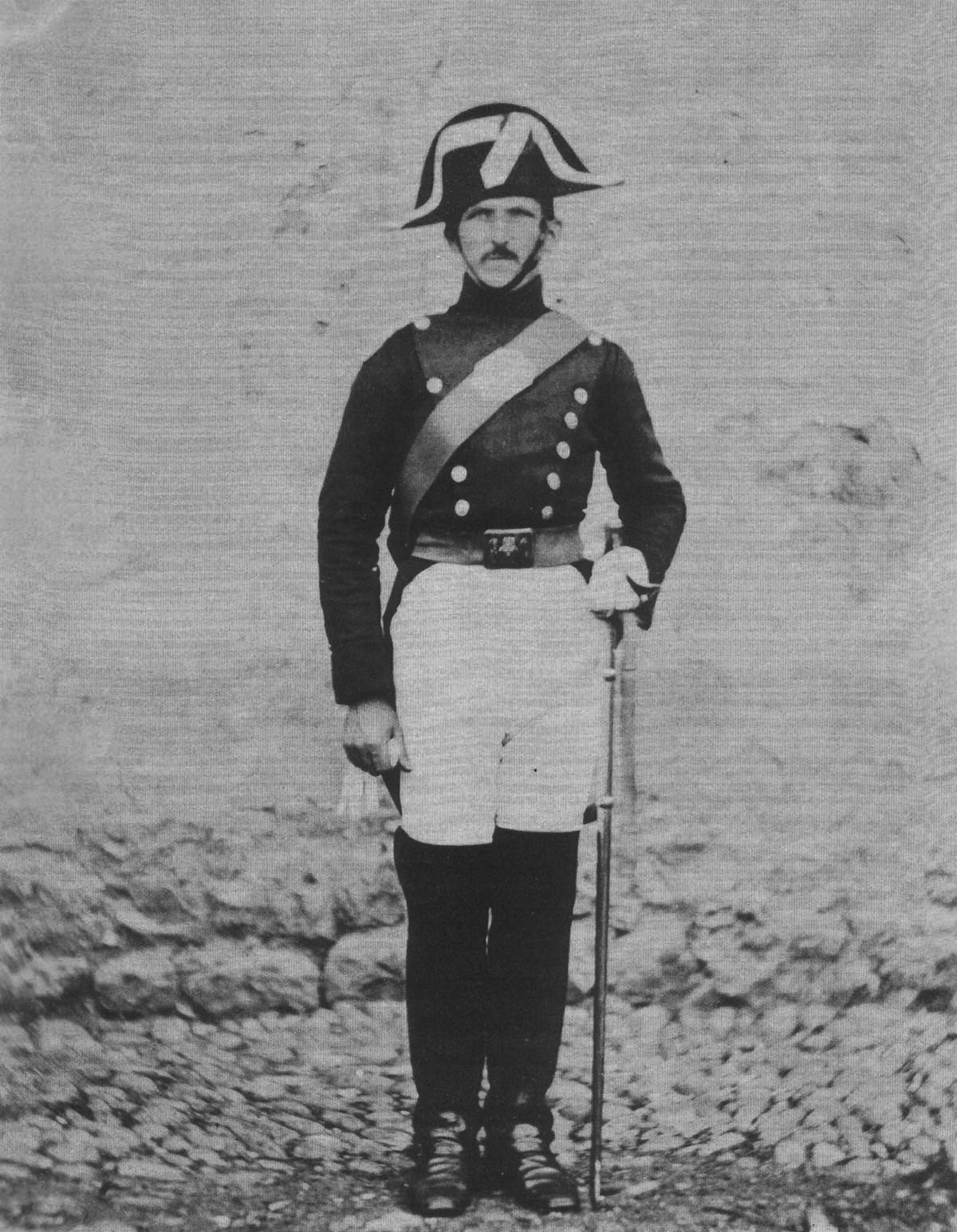
Älteste photographische Aufnahme eines Gardisten der Guardia Civil (Reinosa, ca. 1855–1857)

Die Beamten der Guardia Civil sind Polizisten mit Stellung als Berufssoldaten.

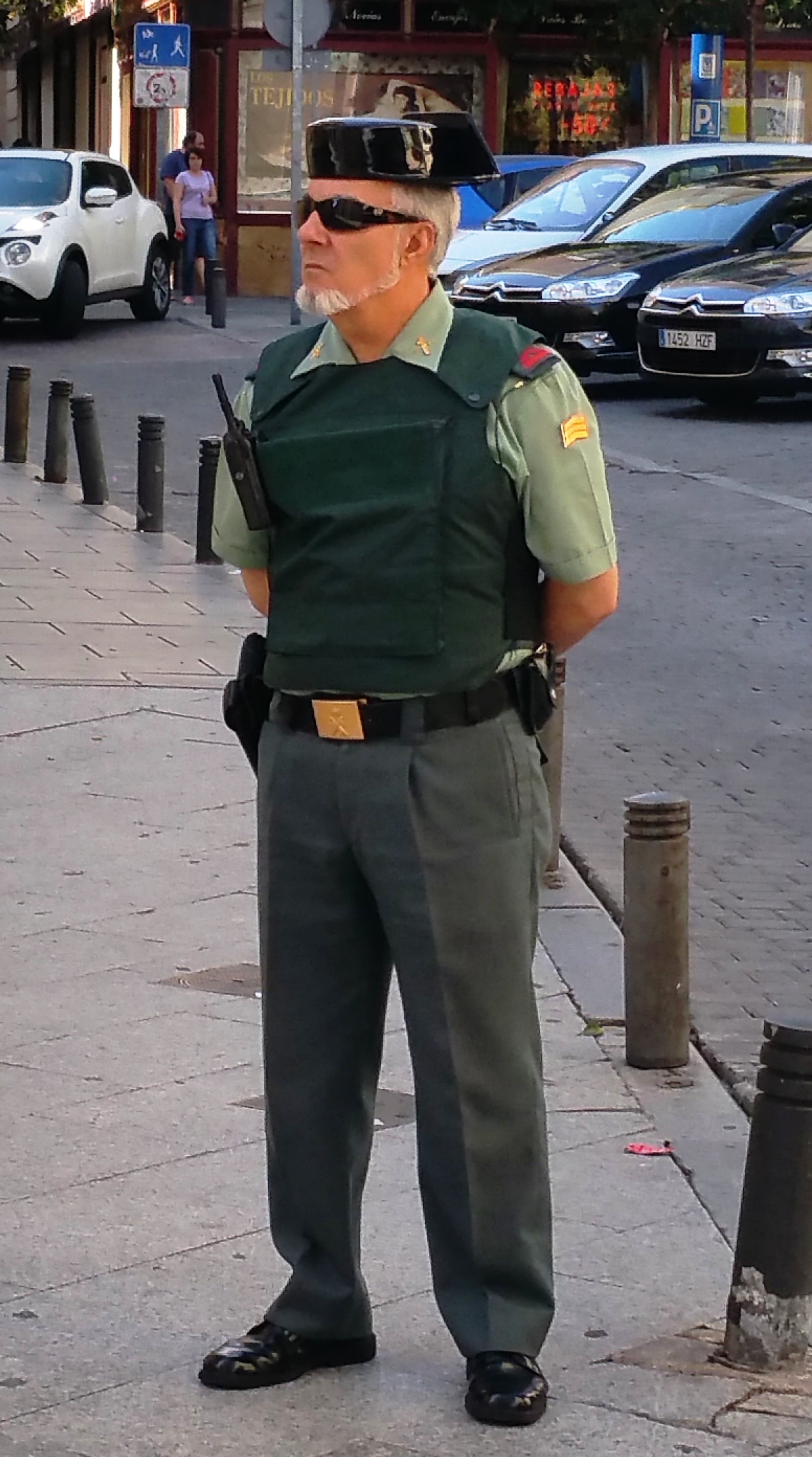
Angehöriger der Guardia Civil in Madrid

### Laufbahnen
Die Beamten der Guardia Civil gehören zu sechs verschiedenen Laufbahnen mit mehreren verschiedenen Einstiegsmöglichkeiten. Die Ausbildung der Offiziere findet in der Offiziersschule des Heeres, Academia General Militar del Ejército de Tierra (AGM), und in der Offiziersschule der Guardia Civil, Academia de Oficiales de la Guardia Civil de Aranjuez (AOG) statt. Die Unteroffiziere und Mannschaften werden bei der Fachhochschule der Guardia Civil, Academia de Suboficiales y Guardias de la Guardia Civil de Ubeda-Baeza (ASG), ausgebildet. Die Guardia Civil hat auch ihre eigene Berufsfachschule, das Colegio de Guardias Jóvenes (CGJ), mit Zutritt nur für Kinder von Beamten der Guardia Civil.
| Beamten der Guardia Civil                                                |                                                   |                                               |             |                  |
| Laufbahn                                                                 | Bildungsvoraussetzung Zugangsvoraussetzung        | Ausbildung                                    | Eingangsamt | Spitzenamt       |
| Escala Superior de Oficiales Direkteinstieg 80 % der Ausbildungsplätze   | Reifezeugnis                                      | AGM 2 Jahre AOG 3 Jahre                       | Teniente    | Teniente General |
| Escala Superior de Oficiales Internes werbung 20 % der Ausbildungsplätze | Beamte im Escala de Oficiales mit 2 Jahren Dienst | AOG 2 Jahre                                   | Teniente    | Teniente General |
| Escala Facultativa Superior Direkteinstieg 25 % der Ausbildungsplätze    | Masterabschluss                                   | AGM/AOG 1 Jahre                               | Teniente    | Teniente General |
| Escala Facultativa Superior Internes werbung 75 % der Ausbildungsplätze  | Masterabschluss                                   | AOG 6 Monaten                                 | Teniente    | Teniente General |
| Escala de Oficiales                                                      | Reifezeugnis Beamte der Guardia Civil             | AOG 1 Jahre                                   | Alférez     | Teniente Coronel |
| Escala Faculativa Técnica Direkteinstieg 25 % der Ausbildungsplätze      | Bachelorabschluss                                 | AGM/AOG 1 Jahre                               | Alférez     | Teniente Coronel |
| Escala Faculativa Técnica Internes werbung 75 % der Ausbildungsplätze    | Bachelorabschluss                                 | AGM/AOG 1 Jahre                               | Alférez     | Teniente Coronel |
| Escala de Suboficiales                                                   | Reifezeugnis Beamte der Guardia Civil             | ASG 1 Jahre                                   | Sargento    | Suboficial Mayor |
| Escala de Cabos y Guardias 60 % Militäranwärter                          | Hauptschulabschluss 5 Jahren Dienst als Soldat    | ASG 1 Jahre und 40 Wochen Vorbereitungsdienst | Guardia     | Cabo Mayor       |
| Escala de Cabos y Guardias 20 % aus CGJ                                  | CGJ                                               | ASG 1 Jahre und 40 Wochen Vorbereitungsdienst | Guardia     | Cabo Mayor       |
| Escala de Cabos y Guardias Direkteinstieg 20 %                           | Hauptschulabschluss                               | ASG 1 Jahre und 40 Wochen Vorbereitungsdienst | Guardia     | Cabo Mayor       |
| Quelle:                                                                  |                                                   |                                               |             |                  |

### Guardia Civil Auxiliar
1982–93 bestand die Einheit Guardia Civil Auxiliar. Wehrpflichtige konnten in dieser Truppe einen Teil ihres Dienstes ableisten. Die wegen ihrer historisch engen Verbindung zum Franco-Regime unbeliebt gewordene Guardia Civil wollte zugleich Anwärter für ihren Dienst finden. Von den rund 22.000 Soldaten, die das Programm durchliefen, entschieden sich etwa 12.000 für eine Laufbahn.

### Dienstgrade und Dienstgradabzeichen
| NATO-Kode                                                                                            | OF-8                | OF-7               | OF-6     | OF-5                     | OF-4                           | OF-3       | OF-2                  | OF-1                 | OF-1             |
| --- | ------------------- | ------------------ | -------- | ------------------------ | ------------------------------ | ---------- | --------------------- | -------------------- | ---------------- |
| Bandera de España                                                                                    |                     |                    |          |                          |                                |            |                       |                      |                  |
| Teniente General1                                                                                    | General de División | General de Brigada | Coronel  | Teniente Coronel         | Comandante                     | Capitán    | Teniente              | Alférez              |                  |
| | Präsident           | Vizepräsident      | Direktor | Leitende Polizeidirektor | Polizeidirektor Polizeioberrat | Polizeirat | Polizeihauptkommissar | Polizeioberkommissar | Polizeikommissar |
| 1Fünf Beamte, einschließlich des Generalinspekteurs, können diese Dienstgrad gleichzeitig innehaben. |                     |                    |          |                          |                                |            |                       |                      |                  |

| NATO-Kode | OR-9                       | OR-9                  | OR-8               | OR-7                       | OR-7               | OR-6                            | OR-5                            | OR-4                     | OR-3                     |
| --------- | -------------------------- | --------------------- | ------------------ | -------------------------- | ------------------ | ------------------------------- | ------------------------------- | ------------------------ | ------------------------ |
| España    | Divisa de suboficial mayor | Divisa de subteniente | Divisa de brigada  | Divisa de sargento primero | Divisa de sargento | Divisa de cabo mayor            | Divisa de cabo primero          | Divisa de cabo           | Divisa de guardia        |
| España    | Suboficial mayor           | Subteniente           | Brigada            | Sargento primero           | Sargento           | Cabo mayor                      | Cabo primero                    | Cabo                     | Guardia Civil            |
|           | Erster Polizeihauptmeister | Polizeihauptmeister   | Polizeiobermeister | Polizeimeister             | Polizeimeister     | Erster Polizeihauptwachtmeister | Erster Polizeihauptwachtmeister | Polizeihauptwachtmeister | Polizeihauptwachtmeister |

### Stellenplan

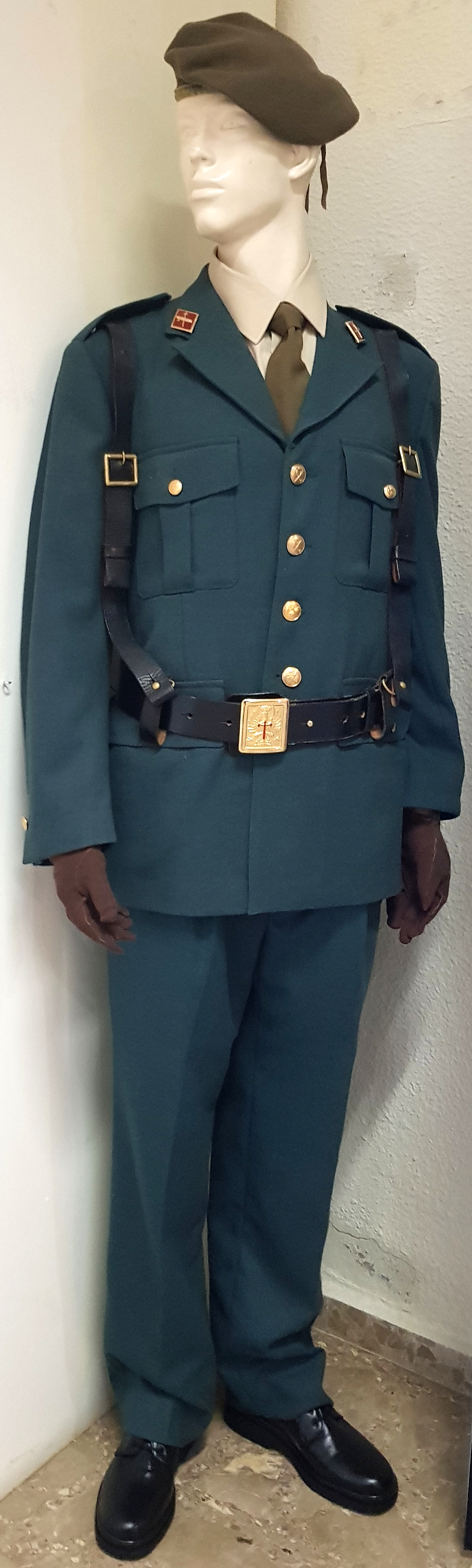
Uniform der Guardia Civil Auxiliar.

| Beamten der Guardia Civil 2023 |           |
| Amtsbezeichnung                | Iststärke |
| Teniente General               | 4         |
| General de División            | 15        |
| General de Brigada             | 41        |
| Coronel                        | 199       |
| Teniente Colonel               | 420       |
| Comandante                     | 653       |
| Capitán                        | 1.206     |
| Teniente                       | 1.541     |
| Alférez                        | 1         |
| Suboficial Mayor               | 206       |
| Subteniente                    | 1.081     |
| Brigada                        | 1.352     |
| Sargento Primero               | 2.488     |
| Sargento                       | 2.767     |
| Cabo Mayor                     | 171       |
| Cabo Primero                   | 7.468     |
| Cabo                           | 595       |
| Guardia                        | 65.210    |
| Quelle:                        |           |

## Ausrüstung
Die Guardia Civil trägt grüne Uniformen. Die Polizeifahrzeuge der Guardia Civil sind grün und weiß und haben mit PGC (Parque Guardia Civil – Fuhrpark der Guardia Civil) beginnende Kennzeichen.
Die Beamten tragen zuweilen auch heute noch ihre auffälligen traditionellen Kopfbedeckungen, einen mit schwarzer Lackfolie überzogenen, vereinfachten Dreispitz (Tricornio), bestehend aus einer niedrigen, kegelstumpfförmigen Haube mit seitlich versteifter Krempe und nur noch einem trapezförmigen Hutaufschlag am Hinterkopf. In künstlerischen, dissidentischen und kriminellen Kreisen nannte man die Guardia Civil wegen der durch den eigenartigen Hut unverwechselbaren Silhouette der Beamten auch la mala sombra („der böse Schatten“).
|                                |                                |                                |                                        |                                        |                                           |                                                |                                                  |
|                                |                                |                                |                                        |                                        |                                           |                                                |                                                  |
| Arbeitsanzüge                  | Arbeitsanzüge                  | Arbeitsanzüge                  | Arbeitsanzüge                          | Arbeitsanzüge                          | Arbeitsanzug (Rückseite)                  | Arbeitsanzug (mit Armbinde Fiscal y Fronteras) | Arbeitsanzug (mit Warnweste)                     |
|                                |                                |                                |                                        |                                        |                                           |                                                |                                                  |
|                                |                                |                                |                                        |                                        |                                           |                                                |                                                  |
| Arbeitsanzüge mit Warnweste    | Arbeitsanzüge mit Warnweste    | Arbeitsanzüge mit Warnweste    | Arbeitsanzüge mit Warnweste            | Arbeitsanzüge mit Warnweste            | Arbeitsanzüge mit Warnweste               | Arbeitsanzüge mit Warnweste                    | Arbeitsanzüge mit Warnweste für Königseskorte    |
|                                |                                |                                |                                        |                                        |                                           |                                                |                                                  |
|                                |                                |                                |                                        |                                        |                                           |                                                |                                                  |
| Arbeitsanzüge Einsatzkommandos | Arbeitsanzüge Einsatzkommandos | Arbeitsanzüge Einsatzkommandos | Arbeitsanzüge SEPRONA                  | Arbeitsanzüge SEPRONA                  | Arbeitsanzüge SEPRONA                     | Einsatzanzüge GAR                              | Einsatzanzüge GAR                                |
|                                |                                |                                |                                        |                                        |                                           |                                                |                                                  |
|                                |                                |                                |                                        |                                        |                                           |                                                |                                                  |
| Einsatzanzug Polizeireiterei   | Arbeitsanzüge Polizeireiterei  | Arbeitsanzüge Polizeireiterei  | Arbeitsanzüge Bereitschaftspolizei GRS | Arbeitsanzüge Bereitschaftspolizei GRS | Arbeitsanzüge Bereitschaftspolizei GRS    | Arbeitsanzüge Bereitschaftspolizei GRS         | Einsatzanzug Bereitschaftspolizei GRS            |
|                                |                                |                                |                                        |                                        |                                           |                                                |                                                  |
|                                |                                |                                |                                        |                                        |                                           |                                                |                                                  |
| Arbeitsanzüge Seepolizei       | Arbeitsanzüge Seepolizei       | Arbeitsanzüge Seepolizei       | Einsatzanzug Seepolizei                | Arbeitsanzug GEAS                      | Arbeitsanzug GEAS                         | Taucheranzug GEAS                              | Einsatzanzug Bergrettung GREIM                   |
|                                |                                |                                |                                        |                                        |                                           |                                                |                                                  |
|                                |                                |                                |                                        |                                        |                                           |                                                |                                                  |
| Dienstanzüge                   | Dienstanzüge                   | Dienstanzüge                   | Dienstanzüge                           | Großer Dienstanzug                     | Großer Dienstanzug bei Hof S.M. der König | Großer Dienstanzug für Generale                | Großer Dienstanzug in der Truppe Guardia jovenes |
|                                |                                |                                |                                        |                                        |                                           |                                                |                                                  |
|                                |                                |                                |                                        |                                        |                                           |                                                |                                                  |
| Gesellschaftsanzug             | Großer Gesellschaftsanzug      | Paradeanzüge                   | Paradeanzüge                           | Paradeanzüge                           | Feldanzug Feldjäger                       | Identifikationsweste UCO                       |                                                  |
| Quelle:                        |                                |                                |                                        |                                        |                                           |                                                |                                                  |

## Kritik
Im Jahr 2010 wurde bekannt, dass Angehörige der Guardia Civil bei Verhören baskischer Separatisten Gewalt angedroht und diese auch teilweise ausgeübt hatten. Amnesty International übte scharfe Kritik am Vorgehen der Guardia Civil.